# Любити по-російськи-2
«Любити по-російськи-2» (рос. «Любить по-русски-2») — російсько-білоруський художній фільм 1996 року режисера Євгена Матвєєва.

## Сюжет
У першому фільмі «Любити по-російськи» три фермерські сім'ї воювали за право жити по-своєму на своїй землі. Тепер змушені воювати лише їх дружини, бо треба визволяти з в'язниці своїх чоловіків, яких запроторили туди супротивники — продажні чиновники разом з місцевою мафією... Події приймають несподіваний оборот: герої не тільки виходять на свободу, але і стають важливими фігурами в передвиборній компанії вчорашнього зека Мухіна, якого народ висуває на посаду губернатора...

## У ролях
- Євген Матвєєв
- Галина Польських
- Лариса Удовиченко
- Нікіта Джигурда
- Ольга Єгорова
- Євген Жариков
- Олег Ілюхін
- Олена Тарасова
- Ніна Агапова
- Світлана Коновалова
- Георгій Мартіросян
- Олександр Потапов
- Федір Сухов
- Іван Шабалтас
- Зінаїда Кирієнко
- Олена Амінова
- Олександр Аржиловський
- Анатолій Котенєв
- Світлана Суховій
- Валентина Титова
- Володимир Антоник
- Олександр Тимошкин
- Олександр Безпалий
- Аристарх Ліванов
- Ростислав Янковський
- Валентина Березуцька

## Творча група
- Сценарій: Валентин Черних
- Режисер: Євген Матвєєв
- Оператор: Юрій Любшин
- Композитори: Володимир Комаров, Євген Птичкін